# マルキーニョス・トラッド
マルキーニョス・トラッド（Marquinhos Trad、1964年8月28日 - ）はブラジルの政治家、カンポ・グランデ市長を歴任。

## 経歴
弁護士、カウンセラーとしてブラジル弁護士会マットグロッソ・ド・スル地域会員を務め、その後、倫理および規律委員会の議長を務めた。州スポーツ司法裁判所（TJD-MS）に加わり主宰した。
2004年に市議会議員として選出。その後アンドレ・プチネッリ市長の元で市の土地管理長官を務めた。その後、2006年に初めてマットグロッソ・ド・スル州|議会議員に選出され、2010年と2014年に再選。当初はブラジル民主運動党（PMDB）所属だったが、2016年に社会民主党（PSD）に移籍した。
2016年のカンポ・グランデ市長選では、社会民主党所属として活動した。2022年にマットグロッソ・ド・スル州知事選挙出馬のため辞職した。知事選では落選。選挙後、トラッドは7人の女性から性犯罪で告訴された。

## 私生活
元連邦議会下院議員ネルソン・トラッドとテレジンハ・マンデッタの息子、元カンポ・グランデ市長ネルソン・トラッド・フィリョと元連邦議会下院議員ファビオ・トラッドとは兄弟である。リオデジャネイロ連邦大学（UFRJ）で法学を卒業。
2002年12月にタチアナ・トラッドと結婚し、マリアナ、アリスの2人の娘がいる。